# Alice Boughton
Alice Boughton (Brooklyn, 14 maggio 1866 – Bay Shore, 21 giugno 1943) è stata una fotografa statunitense.
Famosa ritrattista di New York all'inizio del XX secolo, di convinzione femminista e socialista, fu membro della Photo-Secession di Alfred Stieglitz, un gruppo fondato nel 1902 con l'intento di promuovere la fotografia come forma d'arte.

## Biografia
Alice Boughton nacque a Brooklyn, New York, il 14 maggio 1866; i suoi genitori erano Frances Ayres e William H. Boughton, un ricco avvocato di New York.
Negli anni ottanta dell'Ottocento Boughton iniziò a studiare arte e fotografia alla Pratt School of Art and Design, dove ebbe come compagna di studi Gertrude Käsebier che la assunse come assistente nel suo atelier, molto probabilmente nello stesso periodo in cui le due studiavano insieme.
Nel 1890 aprì il suo studio di ritratti in Madison Avenue, che mantenne per circa quarant'anni.
Intorno al 1901 studiò arte a Roma e fotografia a Parigi, dove lavorò nello studio estivo di Käsebier. Vinse una menzione d'onore per il suo lavoro all'Esposizione internazionale d'arte decorativa moderna di Torino nel 1902.

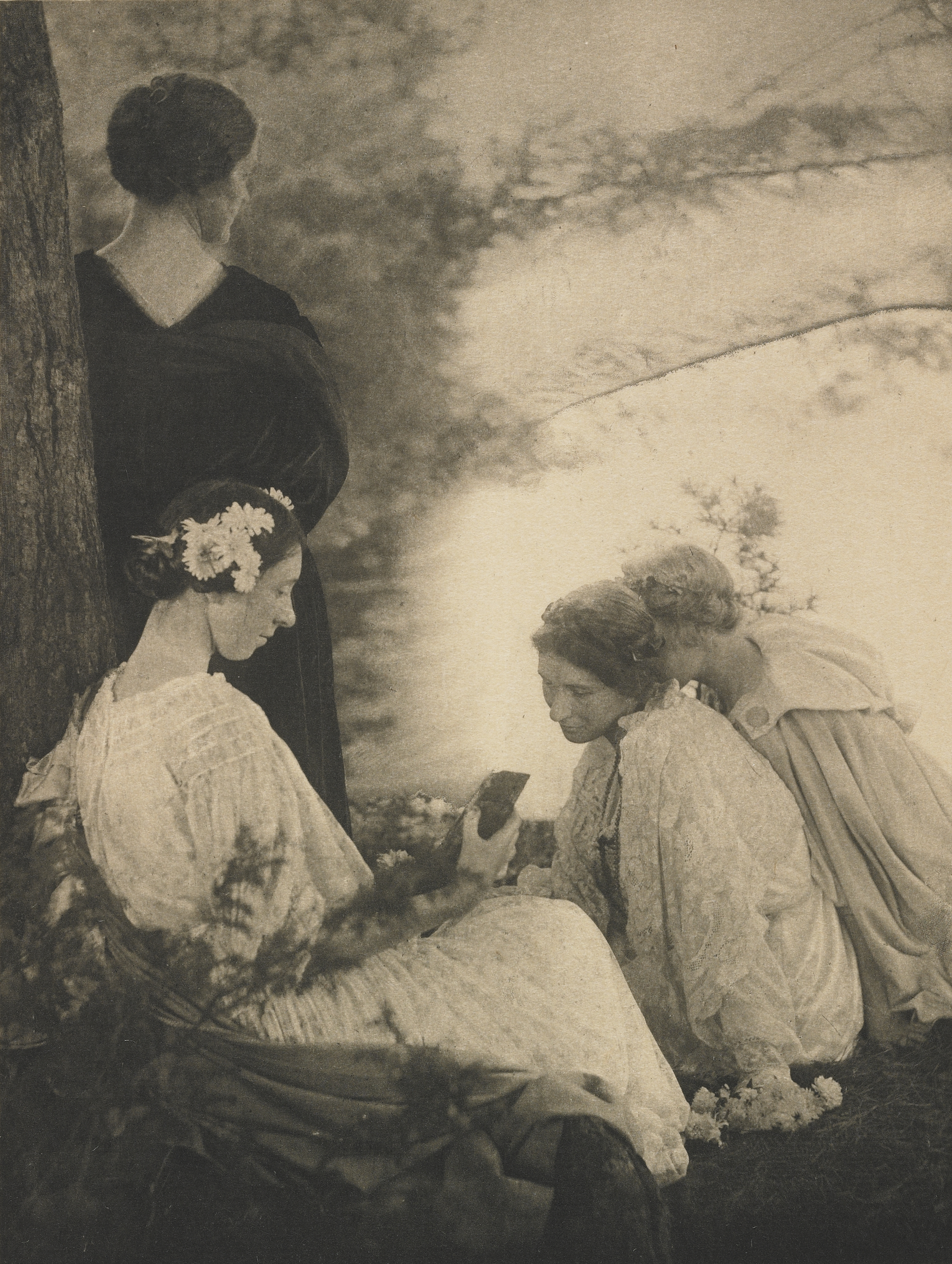
Alice Boughton, Le stagioni, 1909

Divenne una delle più illustri fotografe di ritratti di New York del suo tempo. Tra le sue opere più note, pubblicate nel 1928 nel libro Photographing the Famous, ci sono i ritratti di importanti personalità artistiche e letterarie, come Eugene O'Neill, Albert Pinkham Ryder, Henry James, William Butler Yeats, George Arliss, Robert Louis Stevenson, John Burroughs, Myra Hess. Il suo ritratto di Robert Louis Stevenson ispirò il dipinto del pittore John Singer Sargent.
Oltre a questi ritratti, Boughton si dedicò alla fotografia di bambini e di nudi femminili, ripresi in ambienti allegorici o naturali; per realizzare queste immagini spesso allestì tableaux vivants con l'uso di costumi d'epoca - come nelle quattro donne rappresentate in The Seasons (1909) - imitando la composizione e le atmosfere dei grandi maestri. Nei due nudi pubblicati in un numero di Camera Work del 1909 - Dawn, Sand and Wild Roses - il paesaggio naturale e semiastratto, privo di dimensioni temporali, nel quale sono immerse le evanescenti figure femminili di cui non si scorge il viso, è amplificato dall'uso dalla tecnica della fotoincisione.
Durante i suoi viaggi fotografò anche diversi paesaggi negli Stati Uniti - inclusa la famosa tenuta dei Rockefeller Kykuit a Pocantico Hills, New York - e in Europa. Nel 1917 assunse come sua assistente la canadese Margaret Watkins, che iniziò con lei il suo apprendistato fotografico, diventando in seguito una rinomata fotografa.
Boughton, per il suo successo in campo fotografico e per il suo stile di vita, divenne parte dell'immagine emergente della "donna nuova" istruita, moderna e libera. Non risulta che si sia sposata o che abbia avuto figli. Almeno dal 1920 e fino alla sua morte, condivise le sue residenze e i suoi viaggi all'estero con l'artista e insegnante d'arte Ida C. Haskell (1861–1932), di cui era stata allieva con Käsebier al Pratt Institute.

## Relazione con Stieglitz

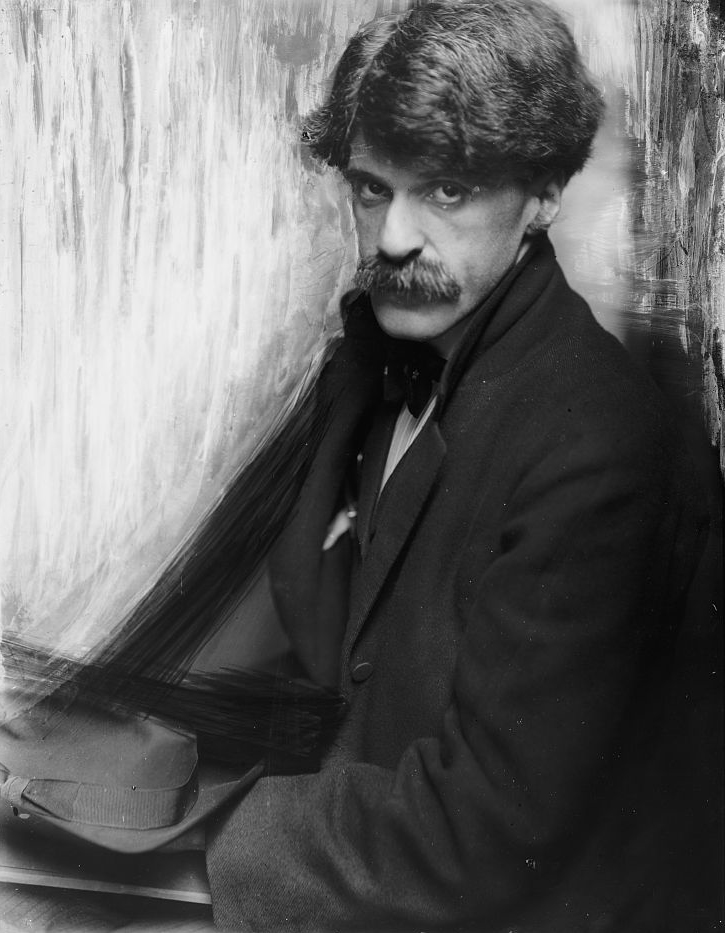
Alfred Stieglitz, 1902, in una foto di Gertrude Käsebier

Con l'affermarsi della sua carriera fotografica, Boughton venne notata da famosi fotografi, come Alfred Stieglitz. Non si sa quando lo avrebbe incontrato, ma sicuramente il fotografo e gallerista statunitense conosceva già i suoi lavori nel 1902, quando incluse due delle sue opere nella mostra inaugurale del collettivo Photo-Secession alle Little Galleries di New York.
Nel 1904 sette sue foto furono pubblicate in The Lamp, e successivamente, con una certa regolarità, anche in American Illustrated Magazine e Good Housekeeping.
Nel 1906 Boughton venne nominata da Stieglitz membro della Photo-Secession, un gruppo di artisti impegnati nel riconoscimento della fotografia come arte. L'anno successivo espose i suoi lavori in una mostra alle Little Galleries con i colleghi fotografi C. Yarnall Abbot e William B. Dyer. Nel 1909 furono pubblicate sei delle sue fotografie e un suo saggio intitolato Photography. A medium of expression (trad.: La fotografia, un mezzo di espressione) nella rivista del movimento Camera Work.
Tra il 1903 e il 1907, mentre Stieglitz promuoveva e includeva il suo lavoro nelle sue mostre, Boughton ricevette riconoscimenti per le sue fotografie anche da altre importanti istituzioni indipendenti in tutto il mondo; sue mostre vennero organizzate a Londra, Parigi, Vienna, L'Aia e Toronto.

## Carriera successiva
Nel 1931 Boughton chiuse il suo studio, gettò via migliaia di stampe fotografiche e si trasferì definitivamente nella casa di Brookhaven, Long Island, che condivideva con Haskell.
Morì di polmonite il 21 giugno 1943 all'Ospedale Bay Shore di New York.
Le sue opere si trovano nelle collezioni permanenti dei seguenti musei: Museum of Modern Art, British National Portrait Gallery, George Eastman House, Amon Carter Museum of American Art, Brooklyn Museum, Minneapolis Institute of Arts, University of Michigan Museum of Art, Hood Museum of Art, Metropolitan Museum of Art, Princeton University Art Museum.

## Pubblicazioni
- 1906. Alice Boughton, Season's Pictures, in American Magazine, n. 61, gennaio 1906, pp. 325–338
- 1906. Alice Boughton, Picture of the Stage, in The Script, Notes on Art, n. 1, aprile 1906, pp. 205–208
- 1906. Alice Boughton, Photography, A medium of expression, in Camera Work, n. 25, aprile 1909, pp. 33–35
- 1909. Alice Boughton, Healing Miracles of Jesus the Christ, in Good Housekeeping, dicembre 1909, pp. 611–618
- 1916. Alice Boughton, Household arts and school lunches. Cleveland, The Survey committee of the Cleveland Foundation
- 1928. Alice Boughton, Photographing the Famous, New York, Avondale Press

## Galleria d'immagini

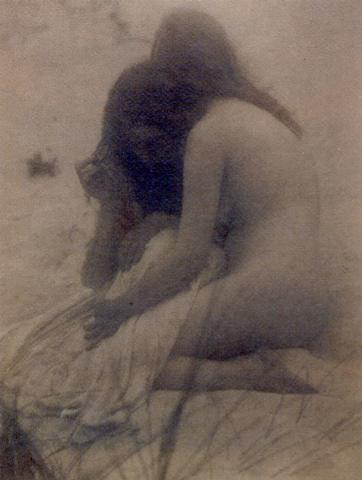
Consolata, 1906
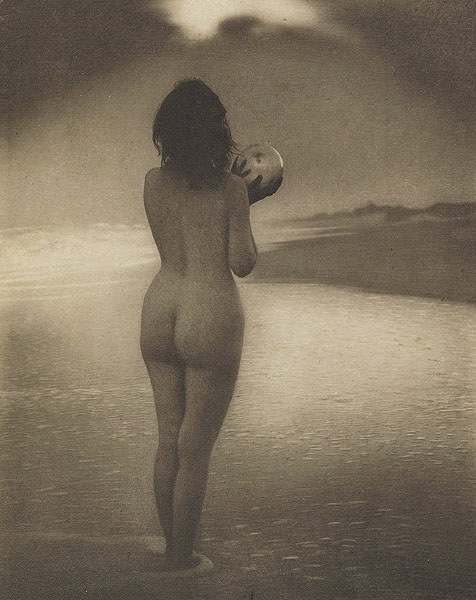
Alba, 1909
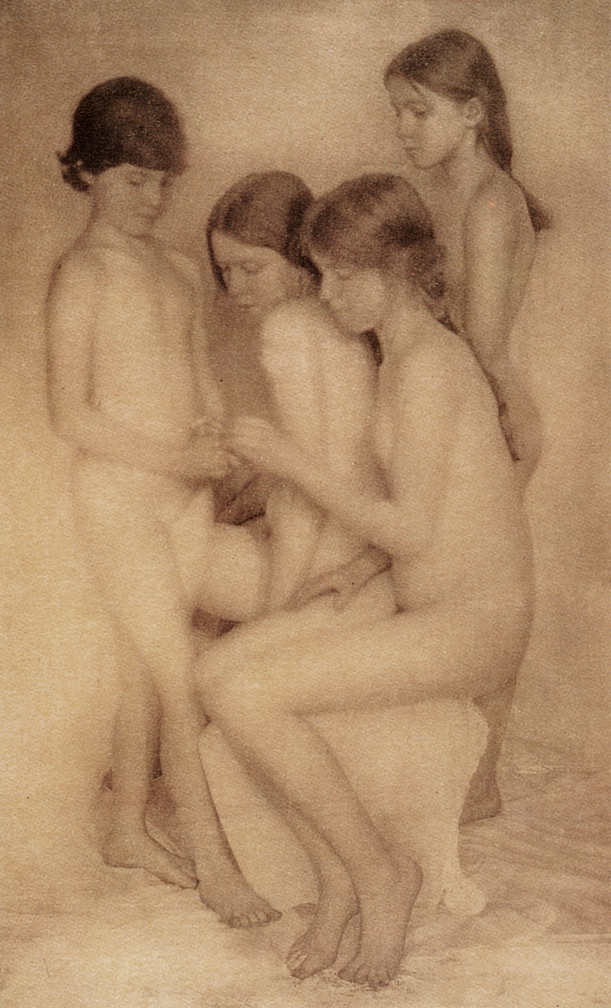
Alice Boughton, Nudo, 1909
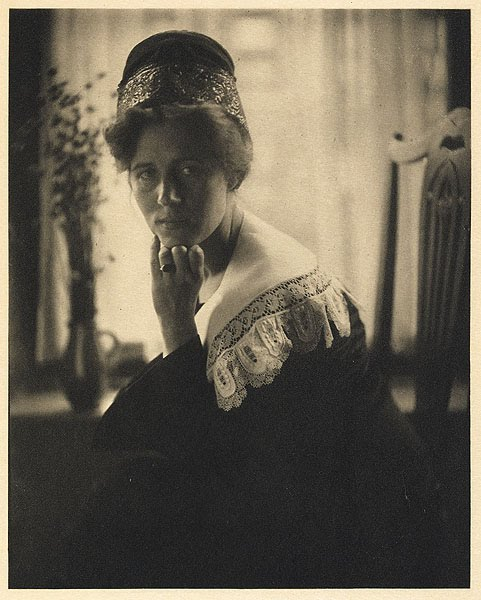
Ragazza danese, 1909
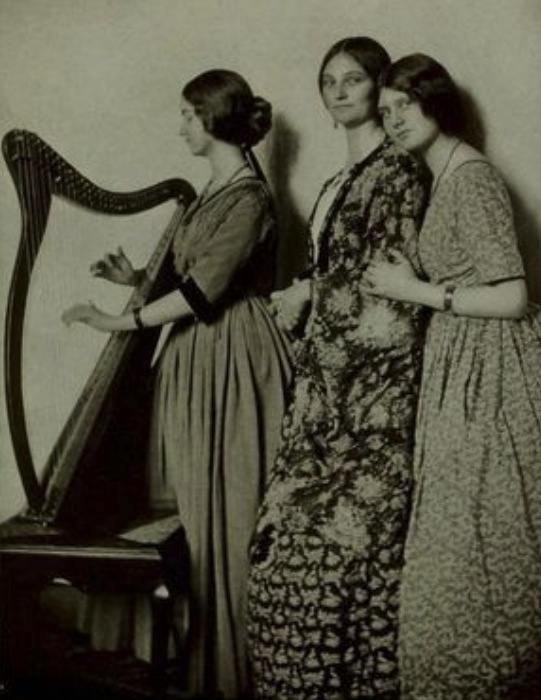
Le sorelle Fuller, 1915
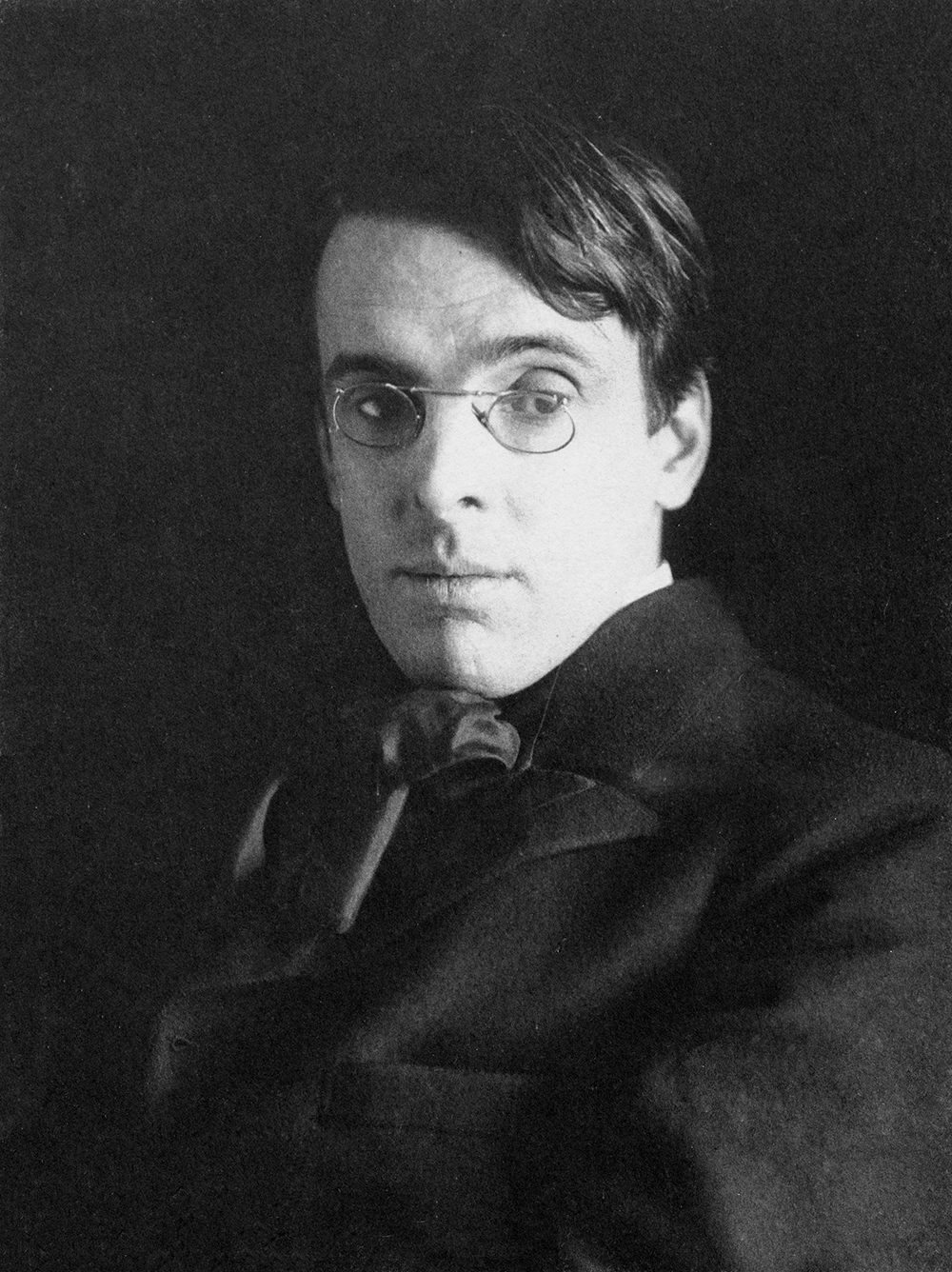
William Butler Yeats, 1903
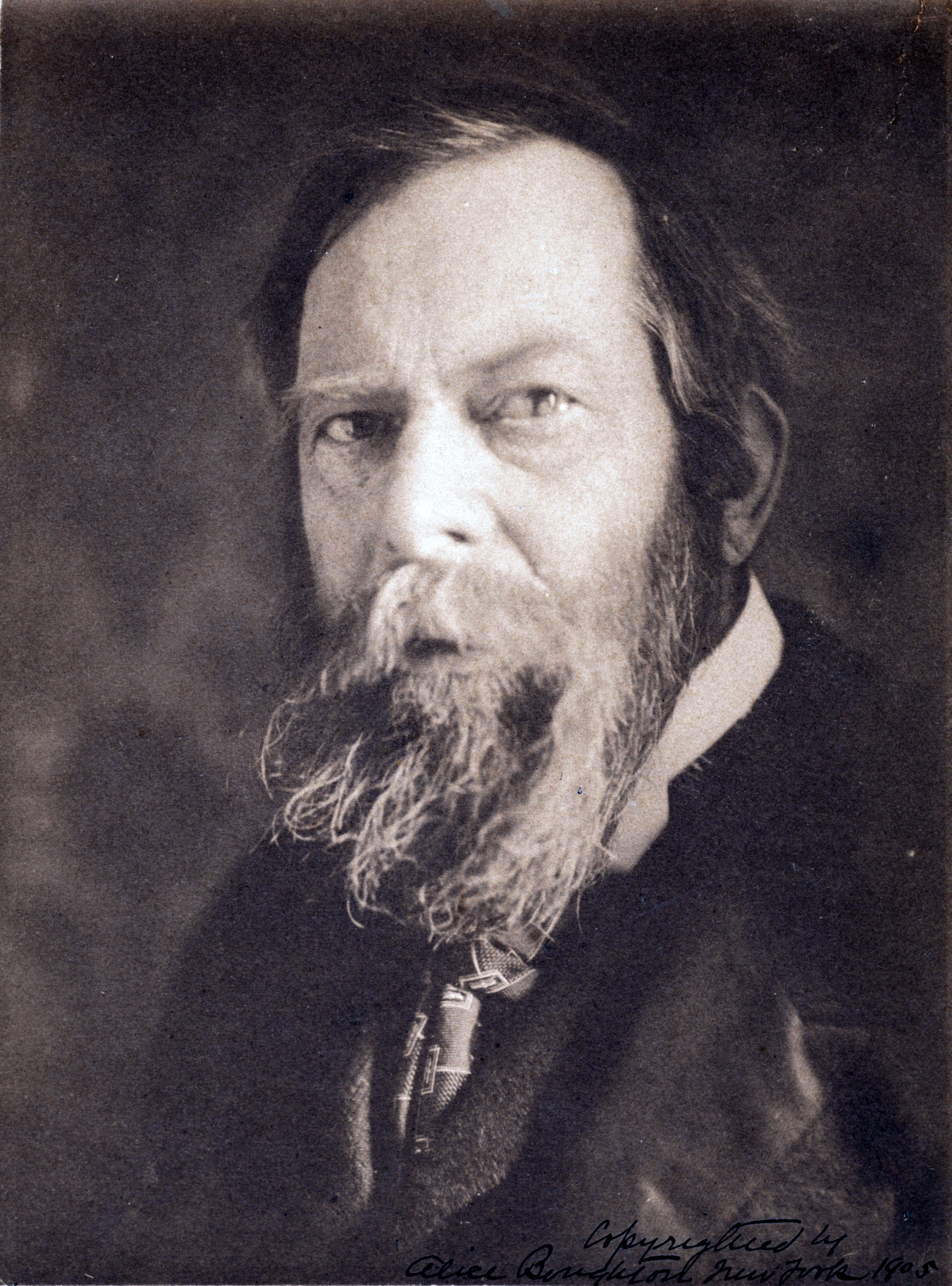
Albert Pinkham Ryder, 1905
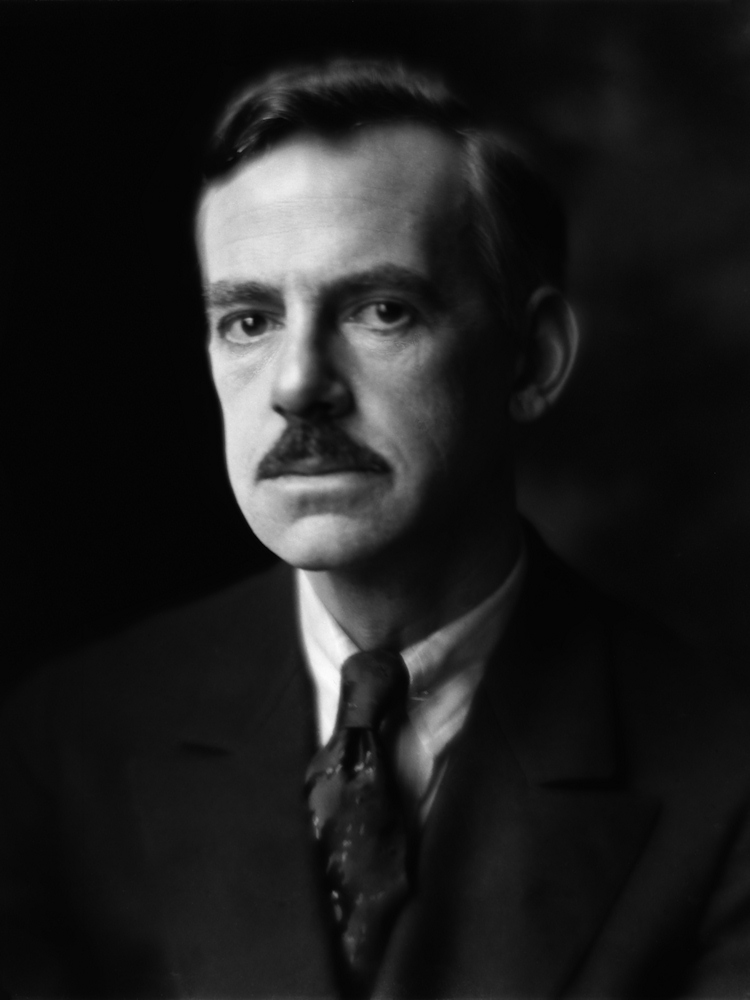
Eugene O'Neill
John Burroughs con le nipoti, 1910
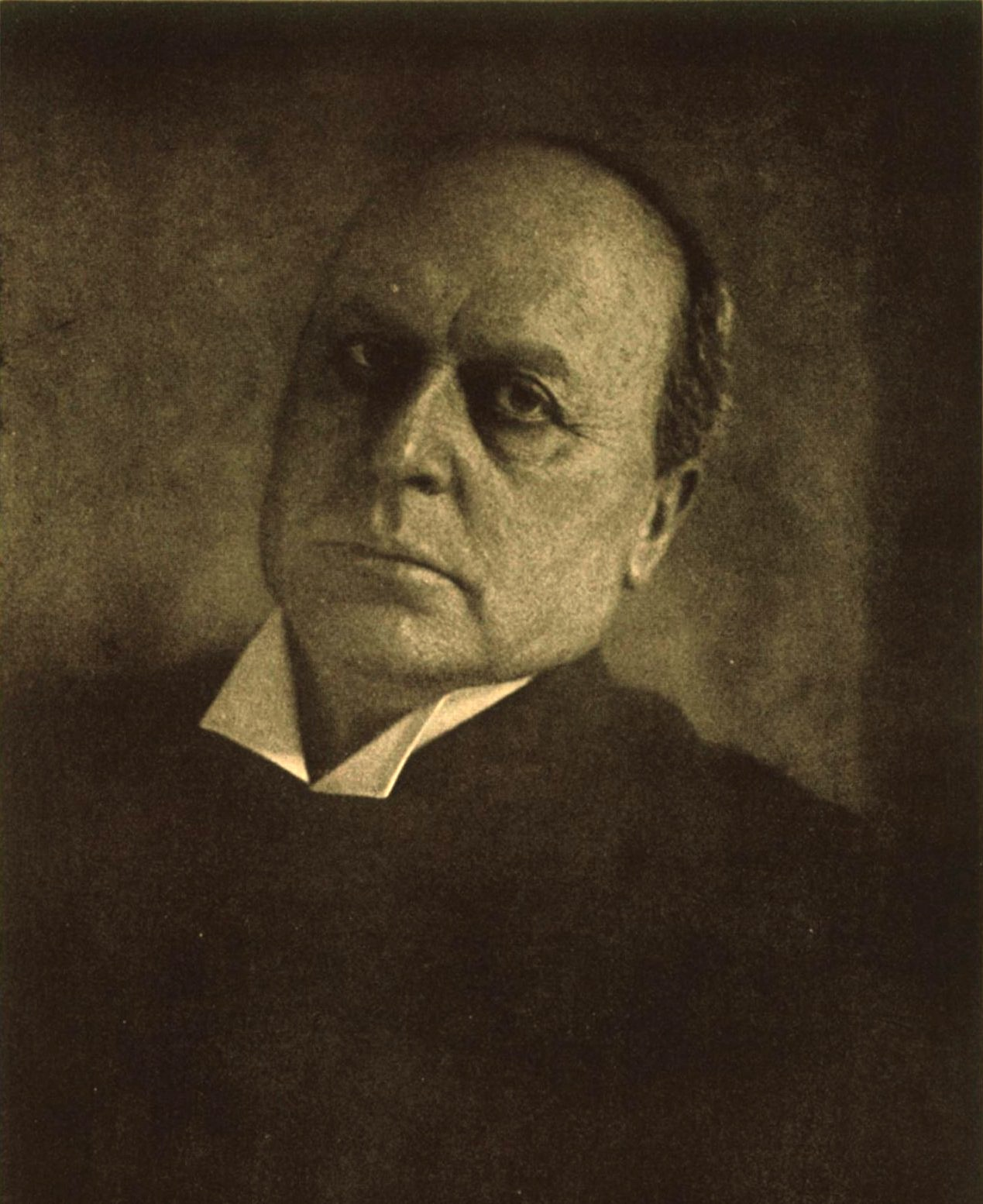
Henry James, 1916